# بن مک لمور
بن مک لمور (انگلیسی: Ben McLemore؛ زادهٔ ۱۱ فوریهٔ ۱۹۹۳) بازیکن بسکتبال اهل ایالات متحده آمریکا است.
از باشگاه‌هایی که در آن بازی کرده‌است می‌توان به ساکرامنتو کینگز اشاره کرد.